# خرموش کانگورویی غول‌پیکر
خرموش کانگورویی غول‌پیکر (نام علمی: Dipodomys ingens) یک گونه در حال انقراض از جوندگان دیگرموشان بومی کالیفرنیا است.